# شارل ماري ويدور

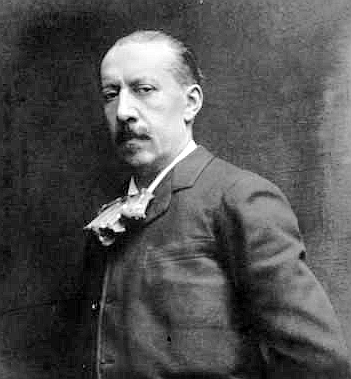
شارل ماري ويدور، 1895 – 1910

شارل ماري ويدور بالإنجليزية Charles-Marie Widor (و. 21 فبراير 1844 – ت. 12 مارس 1937) عازف أرغن فرنسي ومدرس موسيقى.
مع الاستثناء الوحيد لعمل «توكاتا وفوجة في مقام ري الصغير» من المؤكد أن توكاتا ويدور أشهر عمل كتب للأرغن على الإطلاق. العديد من المتزوجين حديثا يتقدمون عبر ممشى الكنيسة على ألحانه المبهجة لكن مع مدته التي تصل بالكاد لست دقائق تزود مؤلفها المجهول عدا هذا بشهرة عابرة. في الواقع المقطوعة مجرد حركة أخيرة من عمل أطول «السيمفونية من خمس حركات» هي عمل عظيم كتبه ويدور لكنيسة سانت سولبيس الباريسية حيث كان عازف أرغن ل64 سنة.

## حياته
والد ويدور الذي كان عازف وصانع أرغن ألقى دروسه الأولى لشارل ماري لكن التدريب الأساسي للفتى جرى في بروكسل حيث درس التأليف مع فيتيس والأرغن مع جي إن ليمنز الأخير كان عازف ومدرس لامع الذي يمكن تتبع سلالته التعليمي إلى يوهان سباستيان باخ. بعد أربع سنوات، في سن 18 عاد ويدور لبلده الأم ليونز حيث تولى من والده منصب عازف الأرغن في كنيسة سانت فرانسوا.
عام 1870 كان تعيين ويدور في كنيسة الباروك الرائعة سانت سالبيس في باريس مثير للجدل: كان عمره لا يزال 25 سنة فحسب وثمة الكثير من عازفي الأرغن الذين شعروا بأحقيتهم للوظيفة. اوصاه المؤلف جونو وبالبناء الجديد للأرغن سانت سالبيس أرسيتد كافال كول. «الأرغن الكبير» لسانت سالبيس الذي يقع في القاعة الغربية للكنيسة هو رائعة كافال كول، خمس أدلة تشغيل و118 وقفة و7000 أنبوب قادرة على إصدار تنوع مذهل من الأصوات الآلية.
مع التطور السريع لسمعة ويدور كعازف لامع كذلك العالم الراقي وصل لسانت سالبيس حيث انجذب لمهارته في العزف والطبيعة الدنيوية الأساسية لمعظم موسيقاه التي استحضرت الصالون قدر ما استحضرت الجو الروحاني. تراث كمؤلف موسيقي يعتمد أساسا على العشر سيمفونية للأرغن التي كتبها بين 1872 و1900. كان مستلهما جزئيا من عمل سيزار فرانك، “المقطوعة السيمفونية الكبيرة"، سيمفونيات ويدور للأرغن جمعت بين المجال الملحمي للكتابة الأوركسترالية المعاصرة مع الاستعراض لدى العازفين الماهرين لآلة المفاتيح مثل ليست وألكان مع الاستفادة الكاملة من المجال الصوتي المذهل لأرغن سانت سالبيس.
عام 1890 بعد وفاة سيزار فرانك، أصبح ويدور أستاذ الأرغن في كونسرفتوار باريس، حيث أنه رغم المقاومة المبدئية لطلاب سيزار فرانك الأكثر إخلاص، قدم بنجاح منهجا تعليميا أكثر انضباطا. بعد ست سنوات نقل من التدريس من الأرغن للتأليف واتضح أنه مدرس عاطفي ومرن، حتى لطلاب أكثر تطلعا مثل هونيجير وداريوس ميلو وفاريز.
إضافة إلى مهامه في سانت سولبايس والكونسرفتوار، كان ويدور شخصية مرحب بها في عدة صالونات باريسية سادت هذه الدور الثقافية والسياسية بسيدات أرستقراطيات لامعات. معظم موسيقى الحجرة والأغاني كتبها ويدور لهذه التجمعات. “رباعية البيانو في مقام لا الصغير” - أكثر أعماله شغفا – اهداها للكونتيسة الجميلة بوتوكا التي بالتأكيد أقام معها علاقة. كما لاقى بعض النجاح كمؤلف للموسيقى الأوركسترالية والمسرحية بالاخص نوتة للباليه “الفتاة الجنية” 1880، لكن اليوم نعرفه أساسا ككاتب للآلة التي برع فيها بعبقرية كبيرة وهي الأرغن.

## وصلات خارجية
- شارل ماري ويدور على موقع IMDb (الإنجليزية)
- شارل ماري ويدور على موقع الموسوعة البريطانية (الإنجليزية)
- شارل ماري ويدور على موقع ميوزك برينز (الإنجليزية)
- شارل ماري ويدور على موقع إن إن دي بي (الإنجليزية)
- شارل ماري ويدور على موقع ديسكوغز (الإنجليزية)
- شارل ماري ويدور على موقع أوليمبيديا (الإنجليزية)

1. ↑  Grove Music Online (بالإنجليزية), Oxford University Press, DOI:10.1093/GMO/9781561592630.ARTICLE.03705, OL:21999693M, QID:Q30532476
2. 1 2  Archivio Storico Ricordi، QID:Q3621644
3. ↑  Краткий биографический словарь зарубежных композиторов (بالروسية), 1969, QID:Q125935456
4. ↑  Internet Movie Database (بالإنجليزية), QID:Q37312
5. 1 2  The Rough Guide to Classical Music by Joe Staines